# Cidariophanes brigitta
Cidariophanes brigitta là một loài bướm đêm trong họ Geometridae.